# Folco de Baroncelli-Javon
Folco de Baroncelli-Javon (Ais de Provença 1869 - Avinyó 1943) fou un aristòcrata i escriptor occità. Era descendent dels marquesos de Baroncelli, que foren exiliats d'Avinyó en el segle xvii per intrigues amb els Mèdici. El 1886 conegué Josèp Romanilha i el 1889 Frederic Mistral, i tots dos l'impulsaren a interessar-se per la llengua i la cultura occitanes. Fou director i fundador el 1891 del periòdic adscrit al felibritge L'alhòli, òrgan del Jovent Occitan que aplegaria els joves Frederic Amouretti, August Marin i Charles Maurras, impulsors del Regionalisme occità. El 1899 deixà de publicar la revista i es retirà a la Camarga, on lluità pel manteniment del caràcter tradicional d'aquesta regió i des del 1904 impulsaria festes populars com les de lei Santas-de-la-Mer. És autor del recull de poemes Lo rosari d'amour (1889) i de la novel·la sentimental Babali (1890).